# Topografía e historia general de Argel
Topografía e historia general de Argel is een Spaans geschiedwerk over Algiers, gepubliceerd in 1612 door Diego de Haedo, maar toegeschreven aan Antonio de Sosa. De titel betekent 'Topografie en algemene geschiedenis van Algiers'.

## Inhoud
Het boek bestaat uit vijf delen. Het begint met een topografie van Algiers en een beschrijving van zijn inwoners en cultuur. Daarna volgt een overzicht van de heersers ('koningen') van het Ottomaanse regentschap Algiers. De laatste drie delen zijn dialogen die handelen over de gevangenschap en slavernij van christenen, de christelijke martelaren en de maraboets (heilige mannen). De dialogen schetsen een zeer negatief beeld van de islamitische religie en cultuur. In de laatste wordt een theologische discussie opgehangen. Waardevol voor de kennis van de mediterrane lingua franca zijn de fragmenten waarin deze taal wordt gebruikt.

## Auteurschap
Diego de Haedo kreeg in 1604 toestemming voor publicatie, maar het duurde nog tot 1612 voor het boek effectief werd uitgegeven te Valladolid. In de opdracht presenteerde hij zich als mede-auteur met zijn gelijknamige oom, die de tekst zou hebben samengesteld op basis van verschillende getuigenissen door gevangenen van de Barbarijse zeerovers. Sinds 1904 wordt vermoed dat Antonio de Sosa de werkelijke auteur is van de dialogen, waarin hij zelf optreedt. Op basis van verwijzingen naar de eerste twee delen is hij vervolgens aangeduid als de auteur van het gehele werk. Dit werd bevestigd toen bleek dat De Sosa zich de woede van koning Filips II van Spanje op de hals had gehaald, wat kan verklaren waarom hij de publicatie aan Haedo toevertrouwde. Het auteurschap is ook toegeschreven aan Miguel de Cervantes, maar deze hypothese kent minder bijval. Het boek is wel een belangrijke bron over de gevangenschap van Cervantes, die toen bevriend was met De Sosa.

## Onderdelen
Het omvangrijke werk bestaat uit vijf boeken:
- Topografía o descripción de Argel y sus habitantes y costumbres
- Epitome de los reyes de Argel
- Diálogo de la captividad
- Diálogo de los mártires
- Diálogo de los morabutos

## Uitgaven
- Topografía e historia general de Argel, repartida en cinco libros, donde verán cosas extrañas, muertes espantosas y exquisitas que conviene se entiendan en la cristiandad, con mucha doctrina y elegancia curiosa. Dirigida al Ilustrísimo Sr. Don Diego de Haedo, Arzobispo de Palermo, Presidente y Capitán General del Reino de Sicilia, Valladolid, 1612
- Topografía e historia general de Argel, Madrid, Sociedad de Bibliófilos Españoles, 3 dln., 1927-1929
- Diego de Haëdo, Histoire des rois d'Alger, vert. Henri Delmas de Grammont, A. Jourdan, 1881 (= Epitome de los reyes de Argel )
- An Early Modern Dialogue with Islam. Antonio de Sosa's Topography of Algiers (1612), vert. María A. Garcés en Diana A. Wilson, 2011. ISBN 0268029784 (= Topografía o descripción de Argel y sus habitantes y costumbres)

## Voetnoten
1. ↑  María Antonia Garcés, Cervantes in Algiers. A Captive's Tale, 2002, p. 70
2. ↑  An Early Modern Dialogue with Islam: Antonio de Sosa's Topography of Algiers (1612), vert. María A. Garcés en Diana A. Wilson, 2011, p. 73
3. ↑  Daniel Eisenberg, "Cervantes, autor de la Topografía e historia general de Argel publicada por Diego de Haedo" in: Cervantes. Bulletin of the Cervantes Society of America, 1996, nr. 1, p. 32-53